# Kuźmicze (rejon miadzielski)
Kuźmicze (biał. Кузьмічы; ros. Кузьмичи) – wieś na Białorusi, w obwodzie mińskim, w rejonie miadzielskim, w sielsowiecie Słoboda.

## Historia
W czasach zaborów w gminie Żośna, w powiecie wilejskim, w guberni wileńskiej Imperium Rosyjskiego.
W latach 1921–1945 wieś leżała w Polsce, w województwie wileńskim, w powiecie duniłowickim, od 1926 w powiecie postawskim, w gminie Żośno.
Według Powszechnego Spisu Ludności z 1921 roku zamieszkiwało tu 295 osób, 13 było wyznania rzymskokatolickiego, 282 prawosławnego. Jednocześnie 11 mieszkańców zadeklarowało polską przynależność narodową, 284 białoruską. Były tu 64 budynki mieszkalne. W 1931 w 70 domach zamieszkiwało 317 osób.
Wierni należeli do parafii rzymskokatolickiej w Wesołusze i prawosławnej w Starym Żośnie. Miejscowość podlegała pod Sąd Grodzki w Miadziole i Okręgowy w Wilnie; właściwy urząd pocztowy mieścił się w Słobodzie Żośniańskiej.
W wyniku napaści ZSRR na Polskę we wrześniu 1939 miejscowość znalazła się pod okupacją sowiecką. 2 listopada została włączona do Białoruskiej SRR. Od czerwca 1941 roku pod okupacją niemiecką. W 1944 miejscowość została ponownie zajęta przez wojska sowieckie i włączona do obwodu mińskiego Białoruskiej SRR.
Od 1991 w składzie niepodległej Białorusi.